# Rawbone
Rawbone est une mini-série de quatre comic books contant les aventures de pirates publiée par Avatar Press en 2009.

## Contexte
Le succès du film de Pirates des Caraïbes et ses multiples suites ont engendré de nombreux projets, plus ou moins longs, plus ou moins réussis dans le domaine de la bande dessinée américaine. Rawbone s’inscrit tout à fait dans cette ligne directe de la franchise disneyenne avec l’irruption du fantastique dans la geste des pirates : apparition de sirènes, séjour en enfer, etc. Ce n’est pas pour autant que cette bande est destinée aux enfants, au contraire. Violente cette histoire l’est assurément : scène de décapitations, personnages écorchés vifs, … Sans être aucunement pornographique, les allusions sexuelles de cette série, comme le saphisme par exemple, la réservent à des lecteurs matures.

## Histoire
Nous sommes dans les Caraïbes au XVIIe siècle. La Sirena, ravissante noire et flibustière redoutée, a trouvé dans son dernier butin, Ophelia Strong, la fiancée du major Sly à la Jamaïque. Lequel major, fort en colère rameute ses hommes pour récupérer sa promise. Mais la belle Ophelia a cédé aux charmes de La Sirena. Encore moins content Jack Sly attaque le repaire de la pirate  et essaie de lui extorquer la cachette de son trésor. Mais la belle et désormais prisonnière a plus d’un tour dans son sac. Les deux camps se répondront désormais coup pour coup dans une spirale de violences jusqu’au cataclysme final. Pour intéressant qu’il soit ce scénario de Jamie Delano n’est pas pour tout le monde et peut impressionner des lecteurs non avertis.

## Publications
Les titres des #3 et #4 ne sont pas indiqués dans le numéro en question mais à la fin de l’épisode précédent.

#1 (février 2009)

Sans titre – 22  planches (dessins : Max Fiumara)
#2 (avril 2009)

Port of Dreams – 22  planches (dessins : Max Fiumara et Ryan Waterhouse)
#3 (juillet 2009)

Los Dorados – 22  planches (dessins : Ryan Waterhouse)
#4 (février 2009)

The Wasteland – 22  planches (dessins : Ryan Waterhouse)